# Josef Frank
Josef Frank (ur. 15 lipca 1885 w Baden, zm. 8 stycznia 1967 w Sztokholmie) – austriacki architekt, współtwórca tzw. wiedeńskiej szkoły architektury.

## Życiorys
Po studiach na Uniwersytecie Technicznym w Wiedniu nauczał w latach 1919–1925 na Wiedeńskiej Szkole Rzemiosła Artystycznego. Wraz z Oskarem Strnadem stworzył wiedeńską szkołę architektury, która stworzyła specyficzne stanowisko w obrębie modernistycznego projektowania domów, mieszkań i wnętrz.
Frank był współzałożycielem Wiedeńskiego Werkbundu, a w 1932 kierownikiem projektu wiedeńskiego osiedla Werkbundu. W 1934 Frank wyemigrował do Szwecji, gdzie oprócz działalności architektonicznej zajął się projektowaniem mebli i innych elementów wyposażenia i wykończenia wnętrz, takich jak wzory tkanin, tapety czy dywany, działając w firmie Svenskt Tenn.
W 1965 Frank otrzymał Austriacką Nagrodę Państwową.
Politycznie był zwolennikiem socjalizmu.

## Główne dzieła

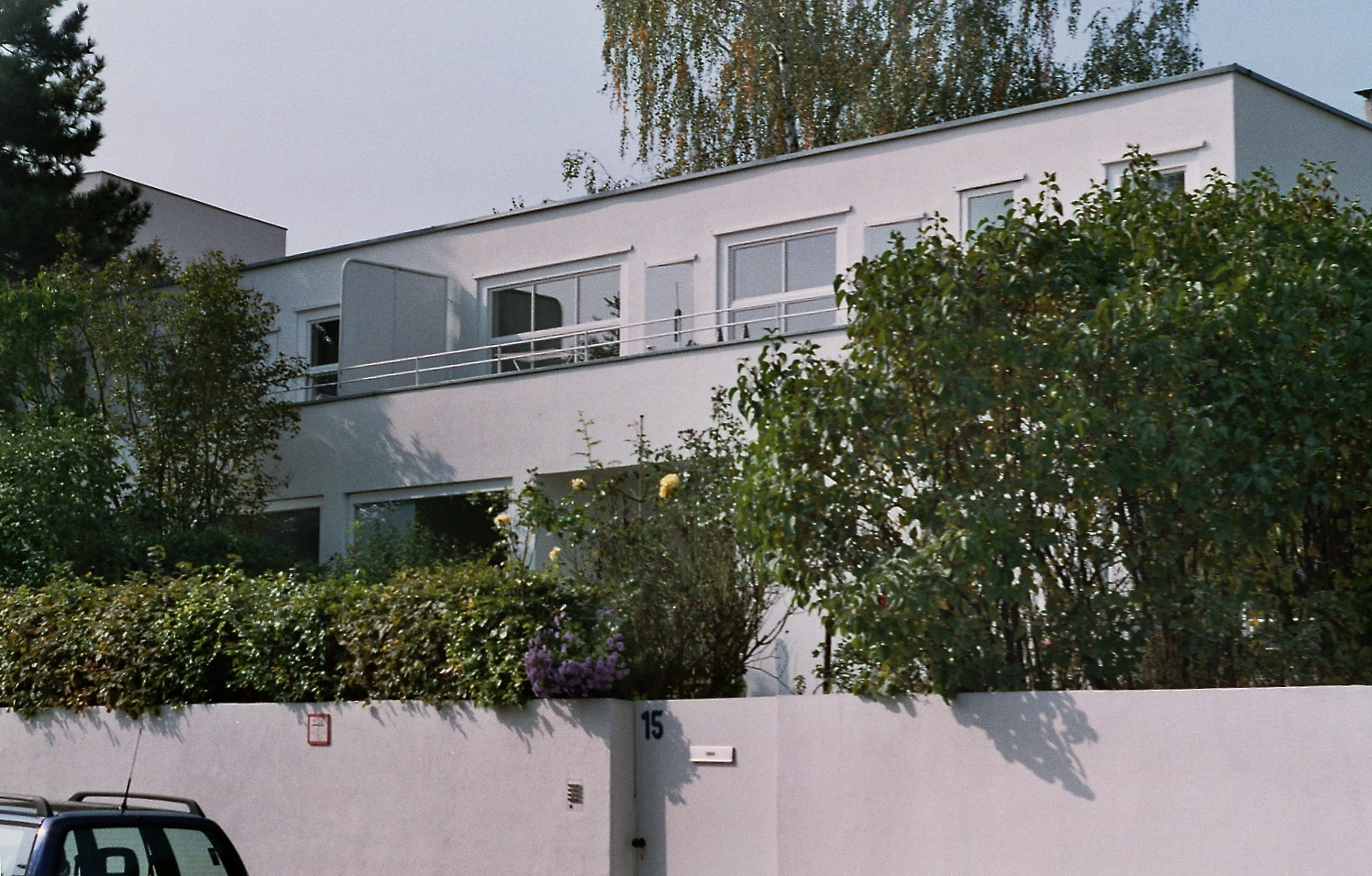
J. Frank: Dom bliźniaczy na wystawie mieszkaniowej w Weißenhof

- wyposażenie Muzeum Azji Wschodniej w Kolonii, 1912
- dom przy Wilbrandtgasse 12 w Wiedniu, 1914 (z Oskarem Wlachem i Oskarem Strnadem)
- osiedle Hoffinger w Altmannsdorfie
- zespół mieszkaniowy Wiedenhoferhof w Wiedniu, 1924
- dom Beera, 1929–1930 (z Wlachem)
- dom bliźniaczy na wystawie mieszkaniowej w Weißenhof w Stuttgarcie, 1927
- kierownictwo wystawy mieszkaniowej w Wiedniu i dom przy Woinovichgasse 32 tamże, 1932
- wille w południowej Szwecji